# Robot Arena
Robot Arena es un videojuego para Windows lanzado al mercado en 2001 por Infogrames.
El juego se basa en luchas de robots, populares en cadenas de televisión estadounidenses. Es similar a Battlebots, Robótica y Robot Wars.
Se pueden usar los robots en partida rápida o jugar modo normal y crear tus propios robots. también permite añadir armas, accesorios y otras opciones de personalización.
Existe una secuela llamada Robot Arena 2: Design and Destroy.
- Datos: Q5677138